# Asobara persimilis
Asobara persimilis är en stekelart som först beskrevs av Papp 1977.  Asobara persimilis ingår i släktet Asobara och familjen bracksteklar. Inga underarter finns listade.